# Corrado Caracciolo
Corrado Caracciolo (auch Corrado Caraccioli; * um 1360 in Neapel; † 15. Februar 1411 in Bologna) war ein Kardinal der Römischen Kirche.

## Leben
Geboren als Sohn des Roberto Caraccioli, entstammte er einer vornehmen neapolitanischen Familie, aus der bereits der Kardinal Niccolò Caracciolo Moschino OP hervorgegangen war. Er war entfernt mit Papst Bonifatius IX. verwandt, wahrscheinlich war die Großmutter des Papstes, Verdella, die Schwester von Caracciolos Großvater Niccolò Caracciolo.
Corrado Caracciolo begegnet zuerst 1392 am Hofe Bonifatius’ IX. als päpstlicher Subdiakon. Als Propst der Kirche Santo Stefano in Aquileia wird er am 26. Juni 1394 erwähnt.
Am 25. Juni 1395 wurde er als Erzbischof von Nikosia inthronisiert, nachdem er am 29. März desselben Jahres dazu ernannt worden war. Am 30. März desselben Jahres wurde er zudem Vize-Camerlengo der Römischen Kirche. Auf den Bischofssitz von Mileto wurde er am 22. Februar 1402 versetzt. Von 1404 bis 1406 war er Camerlengo der Römischen Kirche.
Papst Innozenz VII. ernannte ihn im Konsistorium vom 12. Juni 1405 zum Kardinalpriester der Titelkirche San Crisogono. Corrado Caracciolo nahm am Konklave 1406 teil, das Papst Gregor XII. wählte. 1409 gab er sein Bistum und die römische Obödienz auf und nahm am Konzil von Pisa teil. Er war auch unter den Kardinälen, die an der Wahl Alexanders V. mitwirkten. Obwohl Corrado Caracciolo bis zu seinem Tode um eine Einigung zwischen den nunmehr drei Päpsten und ihren jeweiligen Kardinälen bemüht war, nahm er an der Wahlversammlung von 1410 teil, bei der die pisanische Fraktion Johannes XXIII. zu ihrem Papst wählte.
Corrado Caracciolo starb, bevor auf dem Konzil von Konstanz eine endgültige Beseitigung des großen abendländischen Schismas erzielt wurde. Beigesetzt wurde er in der Kathedrale von Bologna.